# Ajanur
Ajanur es una ciudad censal situada en el distrito de Kasaragod en el estado de Kerala (India). Su población es de 33079 habitantes (2011). Se encuentra a 22 km de Kasaragod.

## Demografía
Según el censo de 2011 la población de Ajanur era de 33079 habitantes, de los cuales 15364 eran hombres y 17715 eran mujeres. Ajanur tiene una tasa media de alfabetización del 89,07%, inferior a la media estatal del 94%: la alfabetización masculina es del 93,67%, y la alfabetización femenina del 85,16%.